# The Impersonation of Tom
The Impersonation of Tom (o The Impression of Tom) è un cortometraggio muto del 1915 diretto da Tom Mix. Commedia di genere western, il film, prodotto dalla Selig da un soggetto di Cornelius Shea, aveva come interpreti lo stesso Tom Mix, Hazel Daly, Sid Jordan, Pat Chrisman e Ethylyn Chrisman.

## Trama
Martin, il proprietario di un ranch, combina per sua figlia Daisy un matrimonio con Tom Graves, il figlio di un broker al quale Martin chiede di mandare il giovane nel West per il matrimonio. Pur se innamorato di un'altra, Tom obbedisce al padre e parte. Anche Daisy è già innamorata e racconta a Ned, il suo ragazzo, quello che sta per succedere. Quando Ned e Tom si conoscono, diventano amici e progettano di imbrogliare i genitori: Ned, fingendosi Tom, sposerà la sua Daisy mentre Tom scrive alla sua Hazel di raggiungerlo. Papà Graves parte per l'Ovest dove, al ranch dell'amico, assisterà alle nozze del figlio. Ma arriva ormai quando Daisy ha sposato Ned, il falso Tom. Il vero Tom gli si presenta allora con la fidanzata e il vecchio Graves accetta a questo punto che le faccende amorose proseguano il loro giusto corso.

## Produzione
Il film fu prodotto dalla Selig Polyscope Company e venne girato a Las Vegas, nel Nuovo Messico.

## Distribuzione
Distribuito dalla General Film Company, il film - un cortometraggio in una bobina - uscì nelle sale cinematografiche statunitensi il 23 novembre 1915.